# Plesiotrygon iwamae
Espèce
Statut de conservation UICN

 DD  : Données insuffisantes
Plesiotrygon iwamae est une espèce de raies d'eau douce, originaire du bassin de l'Amazone.

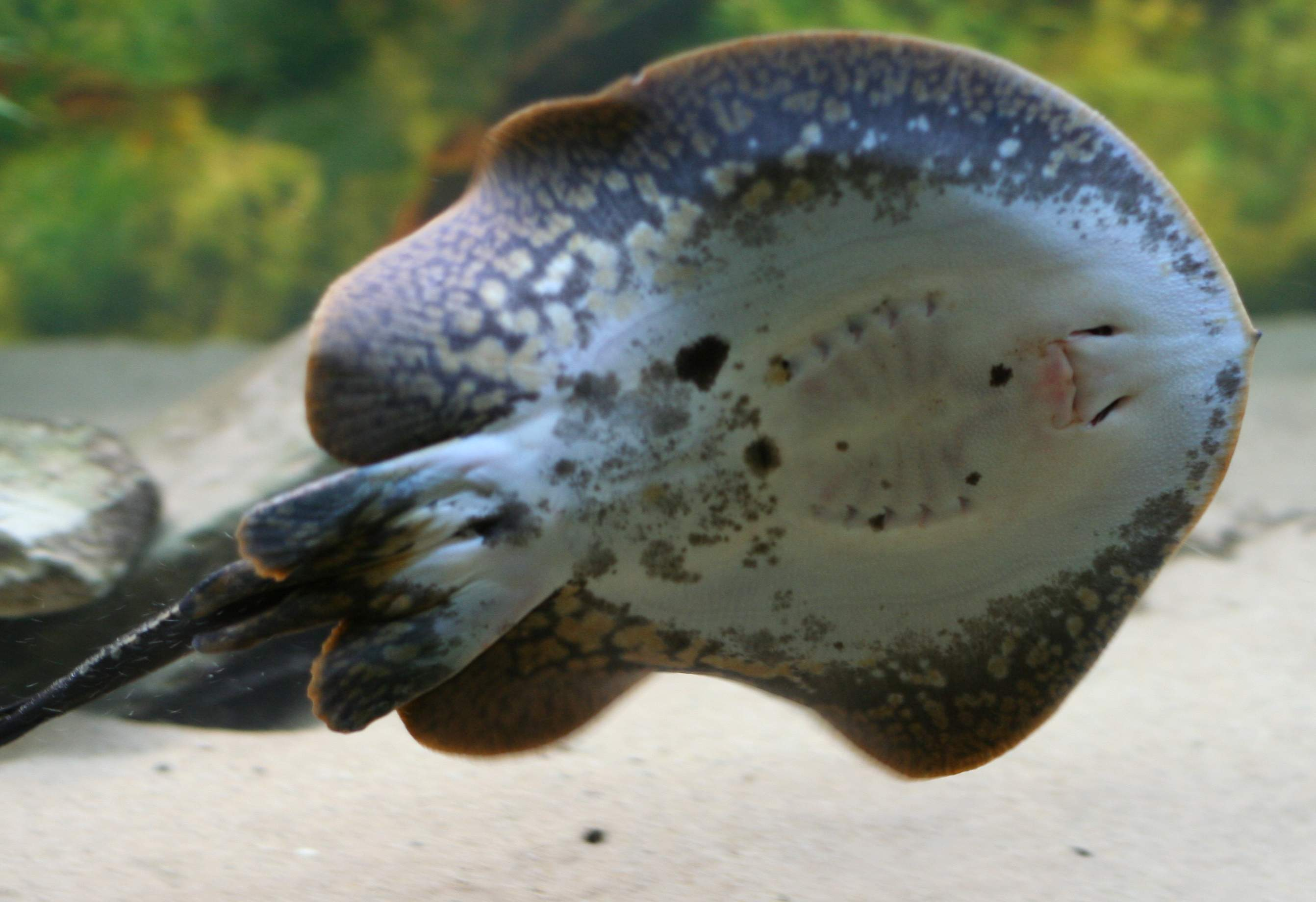
Plesiotrygon iwamae au zoo de Buffalo.